# 绿尾金喉蜂鸟
绿尾金喉蜂鸟（学名：Polytmus theresiae），是雨燕目蜂鸟科的一种鸟类。
绿尾金喉蜂鸟体重约3.8克，翼长约56.6毫米，嘴峰长约21.5毫米，喙宽度约2.3毫米，喙厚度约2.1毫米，跗蹠长约3.9毫米，尾长约32.1毫米。绿尾金喉蜂鸟在其分布区内为留鸟，其栖息在开放的草原环境中，食性为草食性，主要食物来源是植物的花蜜。

## 亚种
- ：分布于圭亚那和巴西中北部。
- ：分布于哥伦比亚、委内瑞拉南部和西北部，及秘鲁东部和玻利维亚西北部。[4]